# Аграфи
Аграфи або Аграфа (від грец. ἄγραφα — «незаписане») — вислови, приписувані Ісусу Христу і не записані в чотирьох канонічних Євангеліях, що передаються усно, або записані апокрифічних Євангеліях які частково дійшли до нас, або записані в доканонічних джерелах. Аграфи представляють велику цінність для дослідників Нового Завіту як джерела, в яких, можливо, збереглися вислови Ісуса Христа. Також вони допомагають зрозуміти, як розвивалася християнська традиція.
Джерелами аграфів є:
- новозавітні твори, за винятком Євангелій ;
- варіантні читання і доповнення (інтерполяція) в рукописах Євангелій;
- цитати з Отців Церкви й іншої ранньохристиянської літератури.
- Початкові редакції канонічних Євангелій або їх першоджерела (оскільки деякі тексти з них дійшли до наших днів).
- Стародавні літургійні тексти.[1][2]

## Приклади
Згідно Дії 20:35, ап. Павло в своїй промові в Мілеті до пресвітерів, покликаним до нього з Ефеса, між іншим, каже: «Я вам усе показав, що, працюючи так, треба поміч давати слабим, та пам'ятати слова Господа Ісуса, бо Він Сам проказав: Блаженніше давати, ніж брати!». Той же ап. Павло в 1 Кор 15:7 свідчить про явлення воскреслого Христа до Якова. Про це факт, здавалося б, першорядної важливості нічого в Євангеліях не сказано.
Також всю розповідь про Вознесіння Господнє і бесіда Спасителя з Його учнями яка була перед цим, яку ми знаходимо не в Євангелії, а в Діях Апостолів.
|               | Це робіть, коли тільки будете пити, на спомин про Мене! |
| — 1 Кор 11:25 |                                                         |

|                 | А тим, що побрались, наказую не я, а Господь: Нехай не розлучається дружина з своїм чоловіком! А коли ж і розлучиться, хай зостається незаміжня, або з чоловіком своїм хай помириться, і не відпускати чоловікові дружини! Іншим же я говорю, не Господь: коли який брат має дружину невіруючу, і згідна вона жити з ним, нехай він не лишає її. |
| — 1 Кор 7:10–12 | |

Павло прямо і категорично приписує наведені вище слова Христу, підкреслюючи, що перші слова належать не йому, а Господу, і відокремлюючи їх від подальшого повчання, що належить самому Апостолу. Павло доповнює слова нагірної проповіді (Мт. 5:31–32; Лк. 16:18) і забороняє розлучатись.
У Посланні Галатам, знаходиться наступна заповідь, яку Апостол прямо називає «законом Христовим»: «Носіть тягарі один одного» (Гал. 6:2).
Євангелісти записали в своїх євангельських оповіданнях далеко не все, що їм та їхнім сучасникам було відомо про події життя Христа Спасителя і Його промовами а тільки те, що вони вважали особливо важливим за планом їх оповідань.
Якщо судити за словами св. Папія, єпископа Ієрапольського в ІІ столітті (близько 140-150 р), учня учнів Христових і друга св. Полікарпа Смірнського, то перші покоління християн начебто навіть мали усне живе передання про Ісуса Христа різними записами («Євангелій») про Його слова і дії. Католицький дослідник Таубе Михайло каже на це: «Звідси-величезна важливість церковної традиції, настільки категорично засвідчена Павлом (2 Сол. 2:15), — і так легковажно відкинута Лютером, — як раз також і в області „Agrapha“».
Оріген приписував наступні слова Христу: «сонце нехай не заходить у вашому гніві» (Еф. 4:26) а також слова «Усе досліджуючи, тримайтеся доброго! Стережіться лихого в усякому вигляді!» (1 Сол. 5:21,22)
Церковна книга III століття «Дидаскалія» пише, з категоричною традиційною формулою «говорить Господь» (λέγει κύριος), текст із 1 Петр 4:8: «Любов покриває безліч гріхів».
Слова «Прийде день Господній, як злодій вночі», що приводяться Петром (2 Кор. 3:10), і Павлом в 1 Сол. 5:2, за свідченням Дідима (кінець IV століття) і Єпіфанія (пом. 403), є слова Ісуса Христа.

## Дивись також
Заповіді Ісуса Христа
Дідахе